# Тагамлицьке
Тагамлицьке —  селище в Україні, у Карлівській міській громаді Полтавського району Полтавської області. Населення становить 397 осіб. Орган місцевого самоврядування — Голобородьківська сільська рада.

## Населення

### Мова
Розподіл населення за рідною мовою за даними перепису 2001 року:
| Мова       | Кількість | Відсоток |
| ---------- | --------- | -------- |
| українська | 371       | 93.45%   |
| російська  | 15        | 3.78%    |
| румунська  | 9         | 2.27%    |
| білоруська | 2         | 0.50%    |
| Усього     | 397       | 100%     |

## Географія
Селище Тагамлицьке знаходиться за 1,5 км від правого берега річки Тагамлик, нижче за течією на відстані 1,5 км розташоване село Григорівка. Селищем протікає пересихаючий струмок з загатою. Поруч проходить автомобільна дорога Р11.

## Історія
12 червня 2020 року, відповідно до розпорядження Кабінету Міністрів України № 721-р «Про визначення адміністративних центрів та затвердження територій територіальних громад Полтавської області», селище увійшло до складу Карлівської міської громади.
19 липня 2020 року, в результаті адміністративно - територіальної реформи та ліквідації Карлівського району, селище увійшло до складу новоутвореного Полтавського району Полтавської області.